# Ceraclea corbeti
Ceraclea corbeti är en nattsländeart som först beskrevs av Douglas E. Kimmins 1957.  Ceraclea corbeti ingår i släktet Ceraclea och familjen långhornssländor. Inga underarter finns listade i Catalogue of Life.